# Jabez Y. Jackson
Jabez Young Jackson (Savannah, 5 agosto 1790 – Clarkesville, ...) è stato un politico statunitense.

## Biografia
Era figlio del governatore della Georgia James Jackson. Entrò a sua volta in politica, venendo eletto alla Camera dei Rappresentanti dal 1835 al 1839 come democratico.
Proprietario terriero e di schiavi, dopo la fine del mandato alla Camera si ritirò a Clarkesville, dove morì alcuni anni dopo (non è precisamente noto quando).